# Шадських Сергій Олексійович
Сергі́й Олексі́йович Ша́дських (14 лютого 1965 — 23 липня 2016) — молодший сержант Збройних сил України, псевдо «Булька».

## Життєвий шлях
У 5 років осиротів: помер батько. Закінчив 8 класів Гребінківської середньої школи № 3 та Полтавське СПТУ № 3, отримав диплом токаря-револьверника 4 розряду. Був призваний до армії, демобілізувався молодшим сержантом.
Освоїв спеціальність помічника машиніста на тепловозах, потім помічника електровоза. Працював на посаді помічника машиніста пасажирських поїздів у локомотивному депо КиЇв-Пасажирський.
Згодом оселився у Фастові, працював менеджером з продажу сипучих вантажів.
На фронті з вересня 2014 року. На війну пішов добровольцем. Молодший сержант 11-го батальйону «Київська Русь» 59-ї механізованої бригади. Перебував на позиціях в районі с. Чорнухине під Дебальцевим.
Після тренувань у «Десні» — оператор протитанкового ракетного комплексу «Фагот», командир протитанкового взводу. Здійснив багато бойових виходів та точних результативних бойових пусків. Працював на опорному пункті «Зеніт» під Донецьким аеропортом.
Був добрим столяром: коли батальйон зайшов на позиції на Луганщині, збудував на передовій двокімнатний бліндаж з сауною-душем.
14 квітня 2016 року біля села Калинове Луганської області прямим влученням знищив два «Урали» з мінами бойовиків, чотири бойовики «ЛНР» були вбиті, ще вісім поранені.
Загинув в ніч на 24 липня 2016-го  біля селища Новозванівка. Того вечора українські військові помітили просування диверсійно-розвідувальної групи противника і відкрили вогонь зі стрілецької зброї. 2 диверсантів було вбито та 8 поранено. У відповідь ворог відкрив масований обстріл позицій батальйону «Київська Русь» російською важкою артилерією — 152-мм гаубичними снарядами, один з яких розірвався неподалік нього. Уламок потрапив у голову. Будучи важкопораненим, Сергій зумів сам викликати допомогу, та залишався на позиції при тямі до прибуття медиків. Але врятувати його не вдалося. В подальшому бою з ДРГ терористів поліг старшина Роман Матвієць.
Був тричі одружений. Має чотирьох старших дочок і сина Олександра (1999).
Похований в Фастові.

## Нагороди
- Указом Президента України № 421/2016 від 29 вересня 2016 року, «за особисту мужність і високий професіоналізм, виявлені у захисті державного суверенітету та територіальної цілісності України, вірність військовій присязі», нагороджений орденом «За мужність» III ступеня (посмертно).
- відзнаками міністра оборони України «За зразкову службу»
- «Знак пошани» МОУ
- відзнакою начальника Генштабу «За взірцевість у військовій службі» 3-го ступеня
- Указом № 21 від 10 лютого 2017 р. нагороджений відзнакою «Народний Герой України» (посмертно).